# Systemy rolnicze
System rolniczy, system gospodarowania – sposób zagospodarowania przestrzeni rolniczej w zakresie produkcji roślinnej i zwierzęcej oraz ich przetwarzania, wyceniony kryteriami ekologicznymi i ekonomicznymi. Podstawą wyróżnienia systemów jest stopień uzależnienia rolnictwa od przemysłowych środków produkcji, głównie nawozów mineralnych i pestycydów oraz jego oddziaływanie na środowisko przyrodnicze.
We współczesnym rolnictwie wyróżnia się następujące systemy rolnicze:
- rolnictwo konwencjonalne – sposób gospodarowania ukierunkowany na maksymalizacje zysku, osiąganego dzięki dużej wydajności roślin i zwierząt. Wydajność tę uzyskuje się w wyspecjalizowanych gospodarstwach stosujących technologie produkcji oparte na dużym zużyciu przemysłowych środków produkcji i bardzo małych nakładach robocizny,
- rolnictwo ekologiczne – sposób gospodarowania, który aktywizując przyrodnicze mechanizmy produkcyjne poprzez stosowanie środków naturalnych nieprzetworzonych technologicznie, zapewnia trwałą żyzność gleby i zdrowotność zwierząt oraz wysoką jakość biologiczną produktów rolniczych,
- rolnictwo integrowane – sposób gospodarowania, który umożliwia realizację celów ekonomicznych i ekologicznych poprzez świadome wykorzystanie nowoczesnych technik wytwarzania, systematyczne usprawnianie zarządzania oraz wdrażanie różnych form postępu biologicznego w sposób sprzyjający realizacji tych celów,
- rolnictwo precyzyjne – system rolniczy wykorzystujący wysoko rozwinięte technologie nawigacyjne i informatyczne – satelitarne systemy lokalizacyjne (ang. GPS – Globar Positioning System) oraz metody pozyskiwania i przetwarzania danych o charakterze przestrzennym (ang. GIS – Geographic Information System).